# Ania Sool
Ania Sool właściwie Anna Wycisk (ur. 16 stycznia 1984) – polska raperka.
Poza solową działalnością artystyczną współpracowała z takimi wykonawcami jak: Autonomia, IGS, Kooperacja, Miuosh, Prezes, Tewu oraz WSZ & CNE.

## Dyskografia
Albumy
- Sool w twoim oku (2002, nielegal)[3]
- Pierwsza dama (2006, S.P. Records)[4]

Występy gościnne
- Autonomia – Niezależni (2002, nielegal, utwory: „Chcę w Ciebie wkroczyć” gościnnie: Ania Sool; „Troszkę się boję” gościnnie: Ania Sool)[5]
- Prezes – Do 3 x sztuka (2004, nielegal, utwór: „Wielokrotnie” gościnnie: Ania Sool)[6]
- Tewu – Wyrwani ze snu (2004, Wyrwani Recordz, utwór: „To jest ten czas 2” gościnnie: AK47, Żeton, Ania Sool i inni)[7]
- WSZ & CNE – Jeszcze raz (2005, Wielkie Joł, utwór: „Pierwiastek” gościnnie: Ania Sool)[8]
- Puzzel – +1 DB (2005, Czy Jeden Rasss? Produkcja, utwór: „Kimś więcej” gościnnie: Ania Sool)[9]
- IGS – Garaże (2006, Czy Jeden Rasss? Produkcja, utwór: „2003 rok” gościnnie: Ania Sool)[10]
- Miuosh – Maue LP (2007, nielegal, utwór: „Cauy Śląsk (Pieroński RMX)” gościnnie: Skorup, Bu, Rahim, Ania Sool i inni)[11]
- Kooperacja – Kooperacja (2007, nielegal, utwór: „Tylko tu” gościnnie: Ania Sool)[12]